# Zepół pałacowy w Rudłowie
Zepół pałacowy w Rudłowie (niem. Schloss Rodelshöfen) – zabytkowy zespół pałacowo-folwarczny w Rudłowie w  gminie Braniewo.
Zespół obejmujący neogotycki pałac z założeniem parkowym oraz zabudowania folwarczne; obecnie w ruinie.

## Historia
Pierwszy zamek w Rudłowie wzniesiono w roku 1712, gdy miejscowość znajdowała się na terenie Królestwa Prus (niem. Königreich Preußen). Obecny pałac został wybudowany w roku 1865. Zabudowa gospodarcza folwarku pochodzi z lat 1875–1907, natomiast budynki mieszkalne zostały wybudowane w 1890, 1920, 1927, 1937. W 1888 majątek przeszedł na własność rodziny von Stoch. Ostatnimi właścicielami 250-hektarowej posiadłości byli dr Friedrich Gramsch (1860–1923) i Charlotte z domu Stoch (1872–1958). Do 1945 prowadzono hodowlę koni, bydła, trzody chlewnej oraz prowadzono cegielnię.
Po II wojnie światowej wieś Rudłowo, w tym przedwojenny majątek, stał się siedzibą Państwowego Gospodarstwa Rolnego. Nadzieją na uratowanie zespołu pałacowo-parkowego było opracowanie w 1982 dokumentacji przewidującej adaptację obiektu na internat Szkoły Rolniczej w Braniewie. Dyrektor szkoły Marian Głuszkowski i dyrektor PGR w Rudłowie Antoni Szczęsny w obecności wojewódzkiego konserwatora zabytków dokonali wiążących uzgodnień w dniu 13 maja 1983 roku. Niestety, mimo starań, nie udało się zgromadzić niezbędnych środków finansowych.
Do wojewódzkiej ewidencji zabytków pod numerem rej.: 681/67 z dnia 18 października 1967 został wpisany zespół pałacowy, z wyszczególnieniem: pałac (ruina), park, spichrz.

## Galeria zdjęć

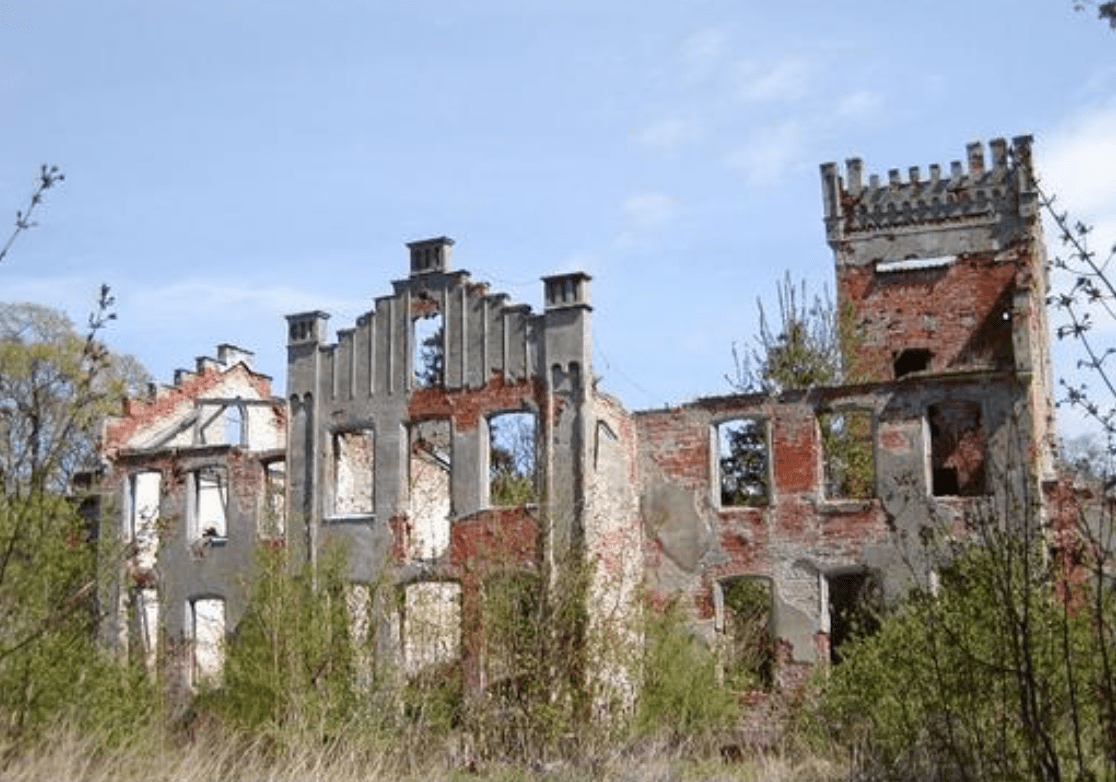
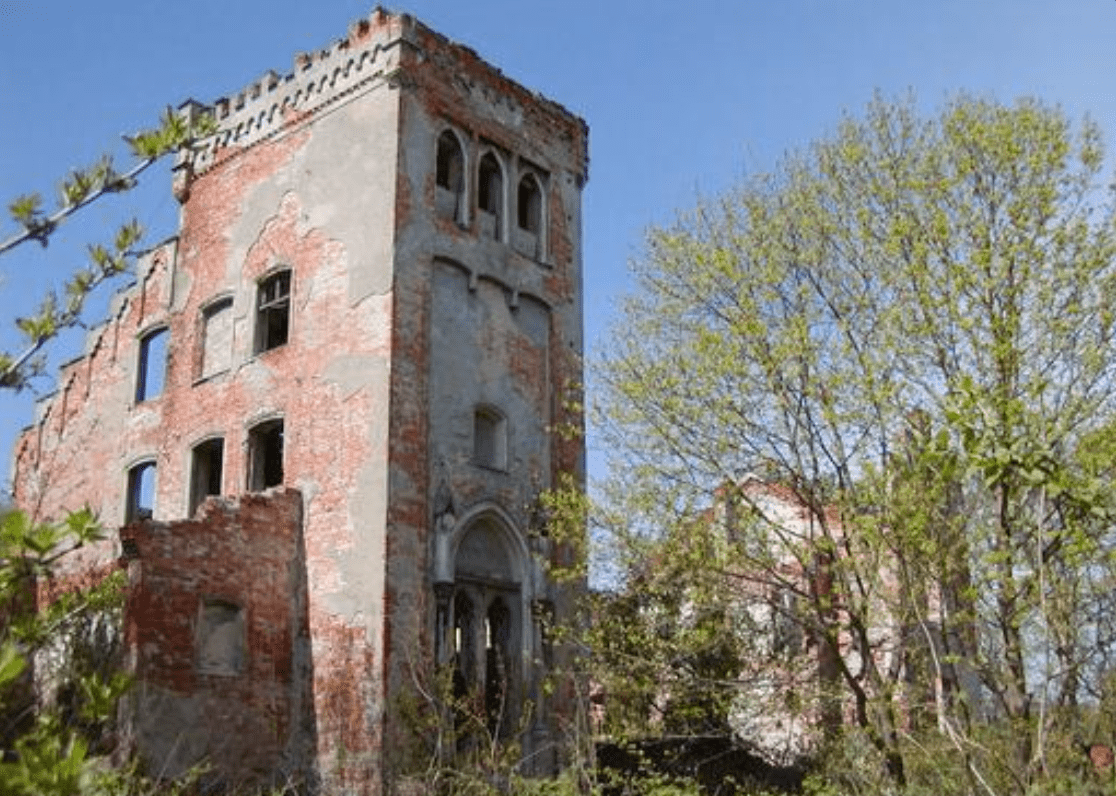
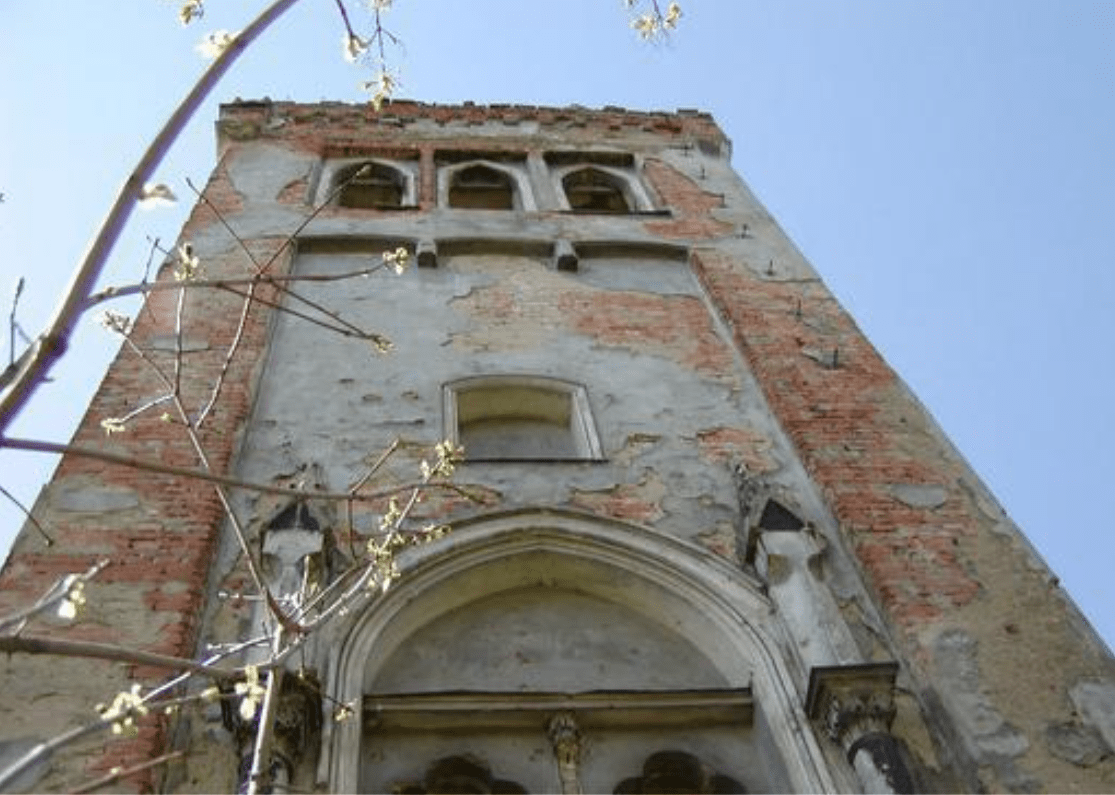
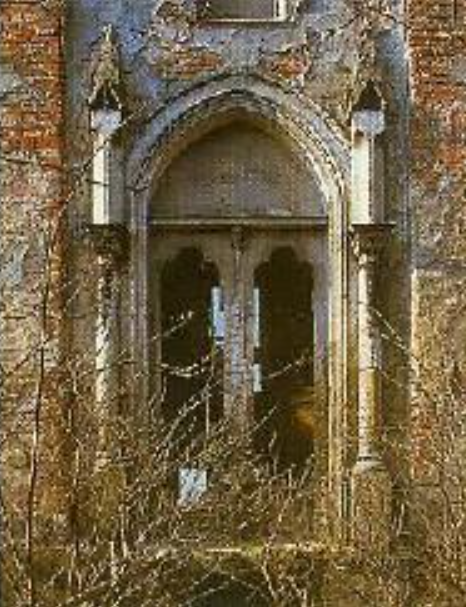
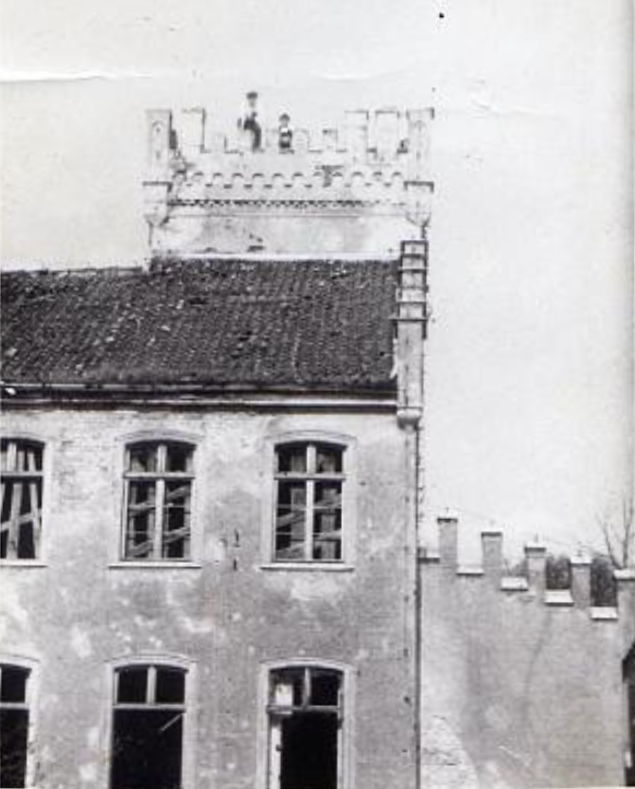